# Emelle
Emelle ist ein Ort im Sumter County des Bundesstaats Alabama in den USA.
Die Gesamtfläche des Ortes beträgt 0,6 km². Nach einer Schätzung aus dem Jahr 2005 hatte Emelle 30 Einwohner und liegt an der Alabama State Route 17. 

## Demographie
Nach der Volkszählung aus dem Jahr 2000 hatte Emelle 31 Einwohner, die sich auf 15 Haushalte und 10 Familien verteilten. Die Bevölkerungsdichte betrug somit 54,4 Einwohner/km². 93,55 % der Bevölkerung waren afroamerikanisch, 6,45 % weiß. In 33,3 % der Haushalte lebten Kinder unter 18 Jahren. 